# Baza namiotowa w Wisłoczku
Baza namiotowa w Wisłoczku – studencka baza namiotowa, prowadzona przez Studenckie Koło Przewodników Beskidzkich w Rzeszowie, położona na północnym skraju wsi Wisłoczek, w dolinie potoku Wisłoczek (dopływ Wisłoka) w Beskidzie Niskim.
Baza oferuje 20 miejsc noclegowych w dwóch namiotach oraz możliwość rozbicia własnych. Na jej terenie znajduje się wiata kuchenna oraz studnia. W pobliżu znajduje się wodospad, dający możliwość kąpieli. Czynna jest w okresie letnim (1 lipca – 31 sierpnia).

## Szlaki turystyczne
- Główny Szlak Beskidzki na odcinku: Iwonicz-Zdrój – Rymanów-Zdrój – Wisłoczek – Puławy – Pasmo Bukowicy – Przybyszów – Wahalowski Wierch – Komańcza